# Don't Look Back (Fine Young Cannibals)
Don't Look Back is een nummer van de Britse band Fine Young Cannibals. Het is de derde single van hun tweede en laatste studioalbum The Raw & the Cooked uit 1989.
Hoewel het nummer vrolijk klinkt, kent het toch een pessimistische tekst. De ik-figuur in het nummer probeert namelijk wanhopig zijn moeilijke verleden achter zich te laten, en daar niet meer op terug te kijken. De gitaarriffs in "Don't Look Back" doen denken aan The Byrds en The Beatles. 
Het nummer werd een hit in op de Britse eilanden, in Noord-Amerika, Duitsland en Oceanië. In het Verenigd Koninkrijk haalde het een bescheiden 34e positie. In het Nederlandse taalgebied haalde het nummer geen hitlijsten.